# Alexandra Mîrca
Alexandra Mîrca, född 11 oktober 1993, är en moldavisk bågskytt. Hon deltog vid olympiska sommarspelen 2016 och 2020.